# محمود سامي البارودي
محمود سامي بن حسن حسين بن عبد الله البارودي المصري (1255 هـ / 6 أكتوبر 1839 - 1322 هـ / 12 ديسمبر 1904)، هو شاعر ووزير مصري ولد عام 1839م من أسرة مؤثرة لها صلة بأمور الحكم. نشأ طموحا تبوأ مناصب مهمة بعد أن التحق بالسلك العسكري، وقد ثقف نفسه بالاطلاع على التراث العربي ولا سيما الأدبي؛ فقرأ دواوين الشعراء وحفظ شعرهم وهو في مقتبل عمره. أُعجب بالشعراء المُجددين مثل أبي تمام والبحتري والشريف الرضي والمتنبي وغيرهم، وهو رائد مدرسة البعث والإحياء في الشعر العربي الحديث، وهو أحد زعماء الثورة العرابية. ولقد تولى وزارة الحربية ثم رئاسة الوزراء باختيار الثوار لهُ، ولقب برب السيف والقلم.

## نشأته
ولد محمود سامي في 27 رجب 1255 هـ / 6 أكتوبر 1839 م في مدينة بربر في شمال السودان ( مكان عمل أبيه)، لأبوين من أصل شركسي من سلالة المقام السيفي نوروز الأتابكي (أخو برسباي). وكان أجداده ملتزمي إقطاعية إيتاي البارود بمحافظة البحيرة ويجمع الضرائب من أهلها. يعتبر البارودي رائد الشعر العربي الحديث الذي جدّد في القصيدة العربية شكلاً ومضموناً. نشأ البارودي في أسرة على شيء من الثراء والسلطان، فأبوه كان ضابطا في الجيش المصري برتبة لواء، وعُيّن مديرا لمدينتي بربر ودنقلا في السودان، ومات هناك وكان محمود سامي حينئذ في السابعة من عمره.

### دراسته
تلقى البارودي دروسه الأولى فتعلم القراءة والكتابة، وحفظ القرآن الكريم، وتعلم مبادئ النحو والصرف ودرس شيئا من الفقه والتاريخ والحساب، حتى أتمّ دراسته الابتدائية عام 1267 هـ / 1851 حيث لم يكن هناك في هذه المرحلة سوى مدرسة واحدة لتدريس المرحلة الابتدائية، وهي مدرسة المبتديان وكانت خاصة بالأسر المرموقة وأولاد الأكابر. ومع أنه كان من أسرة مرموقة، فإن والدته قد جلبت لهُ المعلمين لتعليمه في البيت. التحق وهو في الثانية عشرة من عمره بالمدرسة الحربية سنة 1268 هـ / 1852م، فالتحق بالمرحلة التجهيزية من المدرسة الحربية المفروزة وانتظم فيها يدرس فنون الحرب، وعلوم الدين واللغة والحساب والجبر، بدأ يظهر شغفًا بالشعر العربي وشعرائه الفحول، حتى تخرج من المدرسة المفروزة عام 1855 م برتبة «باشجاويش» ولم يستطع استكمال دراسته العليا، والتحق بالجيش السلطاني.

## شاعريته
يعد محمود سامي البارودي أول من كتب مقدمة لديوان شعري في العصر الحديث، ويعرّف الشعر بأنه: «لغة خيالية يتألق وميضها في سماوة الفكر فتنبعث أشعتها إلى صحيفة القلب فيفيض بلألأتها نوراً يتصل خيطه بأسلة اللسان فينبعث بألوان من الحكمة ينبلج بها الحالك». أما الشعر الجيد عنده فهو: «ما كان قريب المأخذ سليماً من وصمة التكلّف بريئاً من عشوة التعسف غنياً من مراجعة الفكر». وتكمن وظيفة الشعر عند البارودي في وظيفة هي: «تهذيب النفوس، وتدريب الأفهام وتنبيه الخواطر إلى مكارم الأخلاق».
وقد تأثر شعر البارودي بالنهضة الأدبية في العصر الحديث والتي أظهرت الاختلافات بين القديم والجديد؛ نتيجة لانتشار الثقافة العربية والاتصال بأوروبا عن طريق زيادة عدد المبتعثين الذين تخصصوا في فروع الأدب في الجامعات الغربية.

## حياته العملية

### العمل بالخارجية
عمل بعد ذلك بوزارة الخارجية وسافر إلى الأستانة عام 1857م حيث تمكّن في أثناء إقامته هناك من إتقان اللغتان التركية والفارسية ومطالعة آدابهما، وحفظ كثيرًا من أشعارهما، وأعانته إجادته للغة التركية والفارسية على الالتحاق بقلم كتابة السر بنظارة الخارجية التركية وظل هناك نحو سبع سنوات 1857-1863. ولما سافر الخديوي إسماعيل إلى العاصمة العثمانية بعد توليه العرش ليقدم آيات الشكر للخلافة، ألحق البارودي بحاشيته، فعاد إلى مصر في فبراير 1863م، عينه الخديوي إسماعيل معيناً لأحمد خيري باشا على إدارة المكاتبات بين مصر والأستانة.

### العودة للعسكرية
ضاق البارودي برتابة العمل الديواني وحنّ إلى حياة الجندية، فنجح في يوليو عام 1863م بالانتقال من معية الخديوي إلى الجيش برتبة بكباشي. أُلحقَ بآلاي الحرس الخديوي وعُيُن قائداً لكتيبتين من فرسانه، وأثبت كفاءة عالية في عملهِ. في أثناء ذلك اشترك في الحملة العسكرية التي خرجت سنة (1282 هـ / 1865م) لمساندة الجيش العثماني في إخماد الفتنة التي نشبت في جزيرة كريت، واستمر في تلك المهمة لمدة عامين حيث أبلى البارودي بلاء حسنًا، وقد جرى الشعر على لسانه يتغنى ببلده الذي فارقه، ويصف جانبًا من الحرب التي خاض غمارها، في رائعة من روائعه الخالدة التي مطلعها:
 (الكرى: النوم، هفا: أسرع، السرى: السير ليلاً، المتالع: التلال، ضارب بجران: يقصد أن الليل يعم الكون ظلامه).
بعد عودة البارودي من حرب كريت نقل إلى المعية الخديوية وعِيّن بمنصب المرافق الشخصي ياور الخاص للخديوي إسماعيل، وقد ظل في هذا المنصب ثمانية أعوام، ثم تم تعيينه كبيرًا لياوران ولي العهد «توفيق بن إسماعيل» في (ربيع الآخر 1290 هـ / يونيو 1873م)، ومكث في منصبهِ سنتين ونصف السنة، عاد بعدها إلى معية الخديوي إسماعيل كاتبًا لسره (سكرتيرًا)، ثم ترك منصبه في القصر وعاد إلى الجيش.
ولما استنجدت الدولة العثمانية بمصر في حربها ضد روسيا ورومانيا وبلغاريا والصرب، كان البارودي ضمن قادة الحملة الضخمة التي بعثتها مصر، ونزلت الحملة في «وارنة» أحد ثغور البحر الأسود، وحاربت في أوكرانيا ببسالة وشجاعة، غير أن الهزيمة لحقت بالعثمانيين، وألجأتهم إلى عقد معاهدة سان ستيفانو في (ربيع الأول 1295 هـ / مارس 1878م)، وعادت الحملة إلى مصر، وكان الإنعام على البارودي برتبة «اللواء» والنيشان المجيدي من الدرجة الثالثة، ونيشان الشرف؛ لِمَا قدمه من ضروب الشجاعة وألوان البطولة.
عُيِن مديرًا لمحافظة الشرقية في (ربيع الآخر 1295هـ / أبريل 1878م)، وسرعان ما نقل محافظًا للقاهرة، وكانت مصر في هذه الفترة تمر بمرحلة حرجة من تاريخها، بعد أن غرقت البلاد في الديون، وتدخلت إنجلترا وفرنسا في توجيه السياسة المصرية، بعد أن صار لهما وزيران في الحكومة المصرية، ونتيجة لذلك نشطت الحركة الوطنية وتحركت الصحافة، وظهر تيار الوعي الذي يقوده «جمال الدين الأفغاني» لإنقاذ العالم الإسلامي من الاستعمار، وفي هذه الأجواء المشتعلة تنطلق قيثارة البارودي بقصيدة ثائرة تصرخ في أمته، توقظ النائم وتنبه الغافل، وهي قصيدة طويلة، منها:
بينما كان محمد شريف باشا رئيس مجلس النظار يحاول أن يضع للبلاد دستورًا قويمًا يصلح أحوالها ويرد كرامتها، فارضًا على الوزارة مسؤوليتها على كل ما تقوم به أمام مجلس شورى النواب، إذا بالحكومة الإنجليزية والفرنسية تكيدان للخديوي إسماعيل عند الدولة العثمانية لإقصائه الوزيرين الأجنبيين عن الوزارة، وإسناد نظارتها إلى شريف باشا الوطني الغيور، وأثمرت سعايتهما، فصدر قرار من الدولة العثمانية بخلع إسماعيل وتولية ابنه توفيق.
ولما تولّى الخديوي توفيق الحكم سنة 1296 هـ / 1879م أسند نظارة الوزارة إلى شريف باشا، فأدخل معه في الوزارة البارودي ناظرًا للمعارف والأوقاف (5 يوليو 1879 - 18 أغسطس 1879)، ونرى البارودي يُحيّي توفيق بولايته على مصر، ويستحثه إلى إصدار الدستور وتأييد الشورى، فيقول:
غير أن الخديوي توفيق نكص على عقبيه بعد أن تعلقت به الآمال في الإصلاح، فقبض على جمال الدين الأفغاني ونفاه من البلاد، وشرد أنصاره ومريديه، وأجبر شريف باشا على تقديم استقالته، وقبض هو على زمام الوزارة، وشكلها تحت رئاسته، وأبقى البارودي في منصبه وزيرًا للمعارف والأوقاف (18 أغسطس 1879 - 21 سبتمبر 1879)، بعدها صار وزيرًا للأوقاف في وزارة رياض (21 سبتمبر 1879 - 10 سبتمبر 1881).
ثم تولى البارودي نظارة الحربية في 14 سبتمبر 1881 في الوزارة التي شكلها شريف باشا عقب الثورة العرابية خلفًا لعثمان رفقي باشا إلى جانب وزارته للأوقاف، بعد مطالبة حركة الجيش الوطنية بقيادة عرابي بعزل رفقي، وبدأ البارودي في إصلاح القوانين العسكرية مع زيادة رواتب الضباط والجند، لكنه لم يستمر في المنصب طويلاً، فخرج من الوزارة بعد تقديم استقالته في 22 أغسطس 1881؛ نظرًا لسوء العلاقة بينه وبين رياض باشا رئيس الوزراء، الذي دس له عند الخديوي.
تولى رئاسة النظارة إلى جانب نظارة الداخلية في 4 فبراير 1882 - 17 يونيو 1882، وكان أول رئيس وزراء في تاريخ مصر لم يعينه الخديوي بل ينتخبه مجلس النواب، ومن أجل ذلك أطلقت على وزارته اسم «وزارة الثورة» أو الوزارة الوطنية.

## رئاسته الوزارة

### حكومته
| الوزير              | الوزارة                        |
| ------------------- | ------------------------------ |
| أحمد عرابي          | نظارة الجهادية والبحرية        |
| حسن باشا الشريعي    | نظارة الأوقاف                  |
| عبد الله باشا فكري  | نظارة المعارف العمومية         |
| علي باشا صادق       | نظارة المالية                  |
| محمود سامي البارودي | نظارة الداخلية                 |
| محمود بك فهمي       | نظارة الأشغال العمومية         |
| مصطفى فهمي باشا     | نظارة الحقانية، نظارة الخارجية |

## الثورة العرابية
تم كشف مؤامرة قام بها بعض الضباط الجراكسة لاغتيال البارودي وعرابي، وتم تشكيل محكمة عسكرية لمحاكمة المتهمين، فقضت بتجريدهم من رتبهم ونفيهم إلى أقاصي السودان، ولمّا رفع «البارودي» الحكم إلى الخديوي توفيق للتصديق عليه، رفض بتحريض من قنصلي إنجلترا وفرنسا، فغضب البارودي، وعرض الأمر على مجلس النظار، فقرر أنه ليس من حق الخديوي أن يرفض قرار المحكمة العسكرية العليا وفقًا للدستور، ثم عرضت الوزارة الأمر على مجلس النواب، فاجتمع أعضاؤه في منزل البارودي، وأعلنوا تضامنهم مع الوزارة، وضرورة خلع الخديوي ومحاكمته إذا استمر على دسائسه.
انتهزت إنجلترا وفرنسا هذا الخلاف، وحشدتا أسطوليهما في الإسكندرية، منذرتين بحماية الأجانب، وقدم قنصلاهما مذكرة في 7 رجب 1299 هـ / 25 مايو 1882م بضرورة استقالة الوزارة، ونفي عرابي، وتحديد إقامة بعض زملائه، وقد قابلت وزارة البارودي هذه المطالب بالرفض في الوقت الذي قبلها الخديوي توفيق، ولم يكن أمام البارودي سوى الاستقالة، ثم تطورت الأحداث، وانتهت بدخول الإنجليز مصر، والقبض على زعماء الثورة العرابية وكبار القادة المشتركين بها، وحُكِم على البارودي وستة من زملائه بالإعدام، ثم خُفف، في 3 ديسمبر 1882، إلى النفي المؤبد إلى جزيرة سرنديب (سريلانكا).

## حياته في المنفى
ظل في المنفى بمدينة كولومبو عاصمة سيريلانكا حاليا أكثر من سبعة عشر عاماً يعاني الوحدة والمرض والغربة عن وطنه، فسجّل كل ذلك في شعره النابع من ألمه وحنينه. وفي المنفى شغل البارودي نفسه بتعلم الإنجليزية حتى أتقنها، وانصرف إلى تعليم أهل الجزيرة اللغة العربية ليعرفوا لغة دينهم الحنيف، وإلى اعتلاء المنابر في مساجد المدينة ليُفقّه أهلها شعائر الإسلام. وطوال هذه الفترة نضم قصائده الخالدة، التي يسكب فيها آلامه وحنينه إلى الوطن، ويرثي من مات من أهله وأحبابه وأصدقائه، ويتذكر أيام شبابه ولهوه وما آل إليه حاله، ومضت به أيامه في المنفى ثقيلة واجتمعت عليه علل الأمراض، وفقدان الأهل والأحباب، فساءت صحته، بعد أن بلغ الستين من عمره اشتدت عليه وطأة المرض وضعف بصره فقرر عودته إلى وطنه مصر للعلاج، فعاد إلى مصر يوم 12 سبتمبر 1899م وكانت فرحته غامرة بعودته إلى الوطن وأنشد أنشودة العودة التي قال في مستهلها:

## وفاته
بعد عودته إلى القاهرة ترك العمل السياسي، وفتح بيته للأدباء والشعراء، يستمع إليهم، ويسمعون منه، وكان على رأسهم أحمد شوقي وحافظ ومطران، وإسماعيل صبري، وقد تأثروا به ونسجوا على منواله، فخطوا بالشعر خطوات واسعة، وأُطلق عليهم «مدرسة النهضة» أو «مدرسة الإحياء». وتوفي البارودي في 12 ديسمبر 1904م بعد سلسلة من سنوات الكفاح والنضال من أجل استقلال مصر وحريتها وعزتها.

## من آثاره
- ديوان شعر في جزئين، - (للتحميل)
- مجموعات شعرية سُميّت مختارات البارودي، جمع فيها مقتطفات لثلاثين شاعرا من الشعر العبّاسي،
- مختارات من النثر تُسمّى قيد الأوابد، - (للتحميل)
- نظم البارودي مطولة في مدح الرسول عليه الصلاة والسلام، تقع في أربعمائة وسبعة وأربعين بيتا، وقد جارى فيها قصيدة البوصيري البردة، قافية ووزنا وسماها، كشف الغمّة في مدح سيّد الأمة، مطلعها :

## مؤلفات عن محمود البارودي
- نفوسة زكريا - البارودي حياته وشعره- القاهرة 1992.
- السماح عبد الله – مختارات من شعر محمود سامي البارودي – مكتبة الأسرة – القاهرة، 2005.
- علي الحديدي - محمود سامي البارودي شاعر النهضة- مكتبة الأنجلو المصرية- القاهرة 1969.
- شوقي ضيف – البارودي رائد الشعر الحديث – دار المعارف – القاهرة 1988م.

## وصلات خارجية
- محمود سامي البارودي على موقع ديسكوغز (الإنجليزية)
- قصيدة العودة
- حياته
- نماذج من شعر البارودي